# Hamnplan

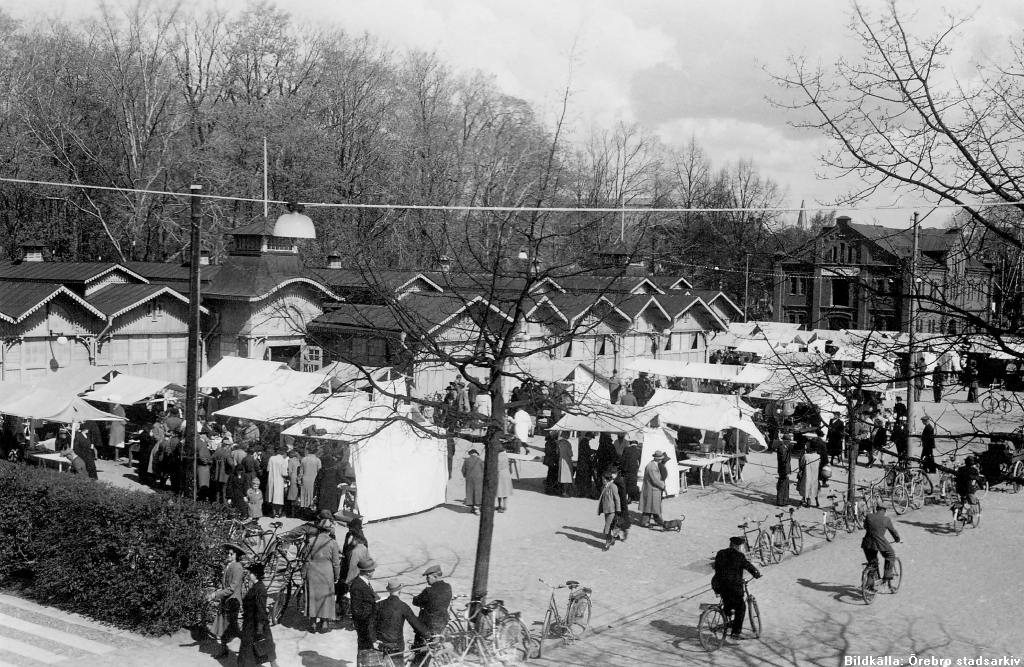
Hamnplan med saluhallarna, rivna 1954. Hamnmagasinet i bakgrunden. Bilden tagen på 1940-talet.

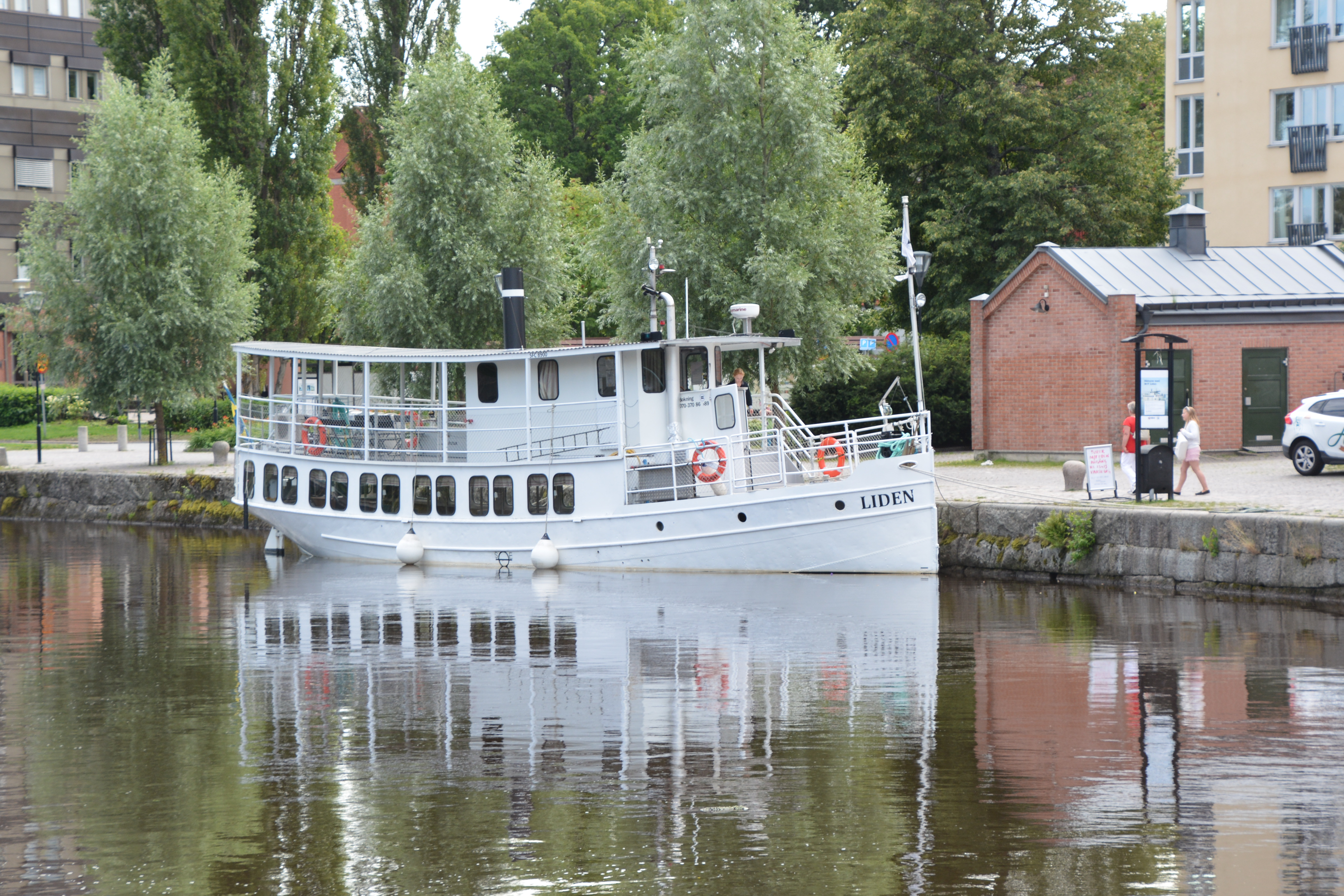
Hamnplan 2015, med M/F Liden

Hamnplan är ett torg i anslutning till Svartån på Öster i Örebro. Hamnplan har fått sitt namn av Örebro hamn som ligger här sedan 1888. Hamnplan var centrum för yrkesmässig fartygstrafik fram till 1957, då Örebro II gjorde sin sista resa.

## Historik
På 1600- och 1700-talen kallades Hamnplan och de närmsta området omkring för Södra Smedjebacken, eftersom en del av smederna som arbetade på Örebro gevärsfaktori bodde här. När smederna lämnat området bildades gården Manilla, vars huvudbyggnad så småningom blev hamnkontor. Manilla revs i början av 1930-talet, men fick ge namn åt dagens Manillagatan.
År 1888 blev Örebro kanal färdig. Svartån blev då segelbar upp till där Hamnplan ligger idag. Två hamnmagasin uppfördes, varav det östra fortfarande finns kvar. År 1896 uppfördes en saluhall vid Hamnplan. Den byggdes till i omgångar, men revs 1954, efter tillkomst av den nya saluhallen vid Stortorget 17.

## Hamnplan idag
Hamnplan begränsas av Hamnmagasinet i norr. I Hamnmagasinet öppnas den 18 februari 2021 en delikatessbutik driven av Robertsons Charkuteri AB. Åt väster begränsas Hamnplan av Trädgårdsgatan, i söder av Engelbrektsgatan och i öster av Hamngatan. 
Hamnplan används idag som parkeringsplats. I samband med Hindersmässan används Hamnplan som marknadsplats. Kajen vid Svartån är Örebros gästhamn. Sedan början av 2000-talet har Hamnplans utrymme minskats till ungefär hälften av sin ursprungliga yta för att ge plats åt bostadshus, vilket gett platsen en ny prägel. 